# Hanna Mäntylä
Hanna Mäntylä (ur. 19 września 1974 w Lahti) – fińska polityk, posłanka do Eduskunty, od 2015 do 2016 minister spraw społecznych i zdrowia.

## Życiorys
Kształciła się w zawodzie pielęgniarki, następnie studiowała nauki społeczne na Uniwersytecie Lapońskim. Prowadziła własną działalność gospodarczą, w tym sklep odzieżowy. Zaangażowała się w działalność polityczną w ramach partii Prawdziwi Finowie. W wyborach w 2011 po raz pierwszy została wybrana na posłankę do Eduskunty, a w 2015 z powodzeniem ubiegała się o reelekcję.
29 maja 2015 weszła w skład nowo powstałego koalicyjnego rządu Juhy Sipili jako minister spraw społecznych i zdrowia. 16 sierpnia 2016 podała się do dymisji z powodów osobistych, zakończyła urzędowanie dziewięć dni później.
W 2017 opuściła frakcję swojego ugrupowania, dołączając do Nowej Alternatywy. W tym samym roku odeszła z parlamentu w związku z podjęciem pracy w strukturach Rady Europy.